# Rožmitál pod Třemšínem
Rožmitál pod Třemšínem es una localidad del distrito de Příbram en la región de Bohemia Central, República Checa, con una población estimada a principio del año 2018 de 4381 habitantes. 
Se encuentra ubicada al suroeste de la región y de Praga, cerca del río Litavka —un afluente derecho del río Berounka que, a su vez, es afluente izquierdo del Moldava— y de la frontera con las regiones de Pilsen y Bohemia Meridional.

## Pueblos
Los pueblos de Hutě pod Třemšínem, Nesvačily, Pňovice, Skuhrov, Starý Rožmitál, Strýčkovy, Voltuš y Zalány son partes administrativas de Rožmitál pod Třemšínem.

## Etimología
Según la leyenda, el castillo que se construyó aquí estaba rodeado de rosales y por eso se llamó Rosenthal. El nombre alemán se transcribió más tarde al checo como Rožmitál.

## Geografía
Rožmitál pod Třemšínem se encuentra a unos 12 kilómetros al suroeste de Příbram y a 60 km al suroeste de Praga. Se encuentra en el afloramiento de las tierras altas de Benešov, rodeada por las tierras altas de Brdy. El punto más alto es la colina Třemšín con 827 metros, que ya pertenece a las Tierras Altas de Brdy.
El río Skalice atraviesa la ciudad y abastece un sistema de estanques. El mayor de los estanques es Podzámecký.

## Historia
La parte más antigua de la ciudad es Starý Rožmitál ("Viejo Rožmitál"), llamada Ciudad Vieja. Aquí se encontró cerámica de los siglos X y XI. El castillo de Rožmitál fue construido a mediados del siglo XIII. La primera mención escrita de Rožmitál pod Třemšínem es del año 1265. En 1349 se convirtió en ciudad comercial , en 1850 se convirtió en ciudad.

## Monumentos

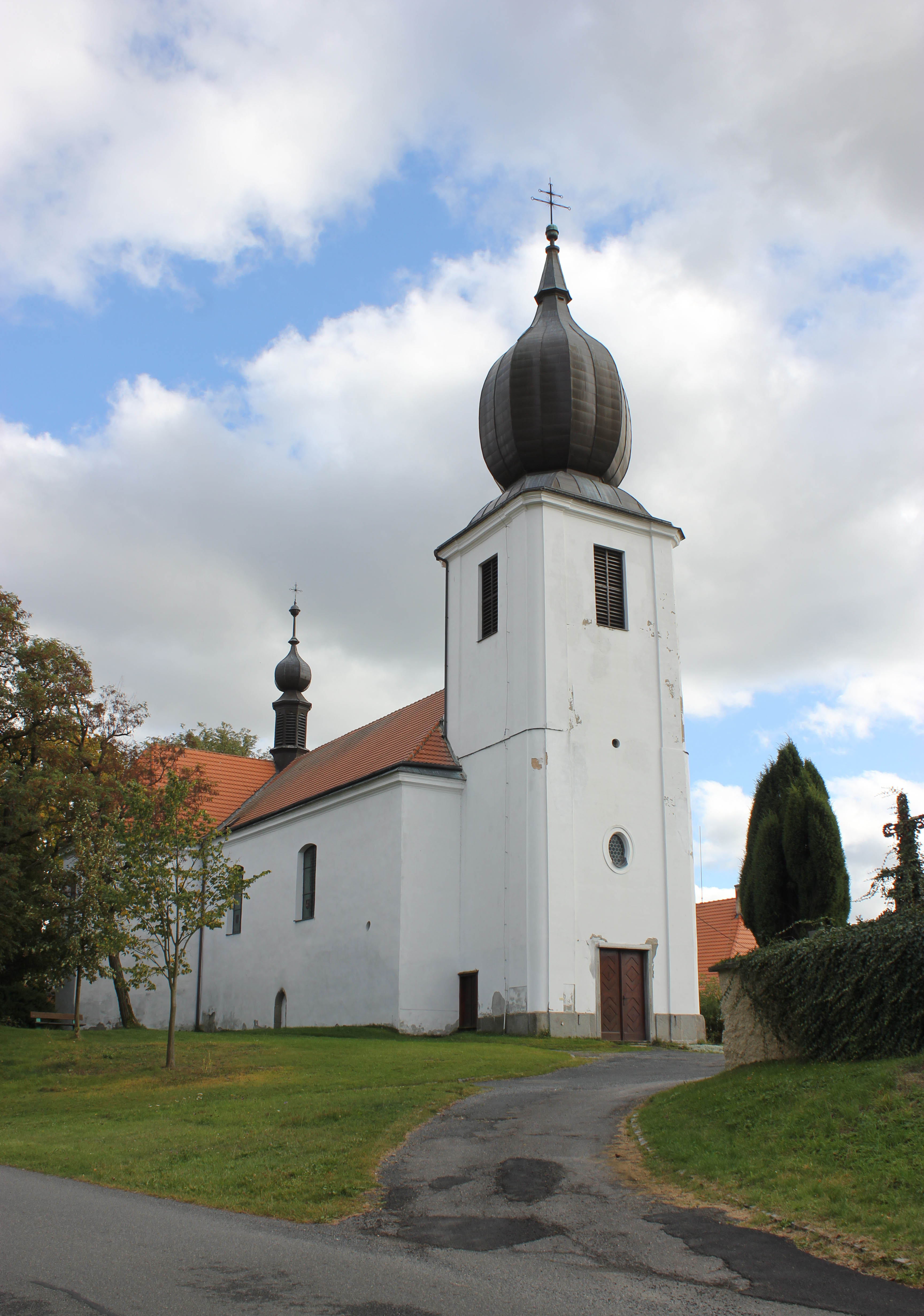
Iglesia de la Exaltación de la Santa Cruz.

La vista más notable es el castillo de Rožmitál. En la segunda mitad del siglo XX se utilizó como apartamentos y oficinas, y empezó a deteriorarse. Hoy en día se está restaurando lentamente a su estado original y está parcialmente abierto al público.
En Starý Rožmitál se encuentra la iglesia parroquial de la Exaltación de la Santa Cruz. Probablemente fue construido en la primera mitad del siglo XIII y es el monumento más antiguo de la localidad. La iglesia originalmente gótica fue reconstruida en estilo barroco en 1729-1731. La iglesia está relacionada con la obra de Jakub Jan Ryba , quien aquí interpretó por primera vez la misa checa de Navidad Missa solemnis Festis Nativitatis.